# 大衛·帕特森 (學者)
大衛·帕特森（英語：David Andrew Patterson，1947年11月16日—）是一名美國的電腦科學家，電腦科學界的先驅人物，柏克萊加州大學的電腦科學教授，谷歌公司杰出工程师。現為RISC-V國際開源實驗室負責人，實驗室位於廣東的清華-伯克利深圳學院（TBSI）。
帕特森發明了一系列重要技術，包括精簡指令集，RAID與計算機叢集。他是計算機協會（ACM）與電機電子工程師學會（IEEE）院士（Fellow），並曾任ACM主席一職。

## 生平
1969年，从加州大学洛杉矶分校获数学学士学位。1970年和1976年，从加州大学洛杉矶分校分别获得计算机硕士和博士学位。
1976年，博士毕业后，加入加州大学伯克利分校计算机系。
1994年，当选美国计算机协会会士（ACM Fellow）。
2004年至2006年，任美国计算机协会主席。
2016年，从加州大学伯克利分校退休，作为杰出工程师加入谷歌。
2018年3月，由于“开创了一种系统的、定量的方法来设计和评价计算机体系结构，并对微处理器行业产生了持久的影响”，和約翰·軒尼詩一起获得2017年度的图灵奖。

## 著作
帕特森與史丹佛大學的電腦科學家約翰·軒尼詩共同寫作了一系列電腦硬體方面的教科書。叢書包括：
- John L. Hennessy and David A. Patterson. . San Francisco, CA: Morgan Kauffman. 2011. ISBN 9780123838728.
- John L. Hennessy and David A. Patterson. . San Francisco, CA: Morgan Kauffman. 2009. ISBN 0123744938.

### 文章
- Patterson, David; Ditzel, David.  (PDF). ACM SIGARCH Computer Architecture News. 1980, 8 (6): 5–33  [3 August 2017]. （原始内容存档 (PDF)于2017-08-09）.
- Patterson, David; Gibson, Garth; Katz, Randy.  (PDF). SIGMOD '88: Proceedings of the 1988 ACM SIGMOD International Conference on Management of Data. June 1988, 17 (3): 109–116  [3 August 2017]. CiteSeerX 10.1.1.68.7408 . doi:10.1145/971701.50214. （原始内容存档 (PDF)于2020-03-29）.
- Michael Stonebraker; Randy Katz,David Patterson, John Ousterhout.  (PDF). VLDB. 1988: 318–330  [25 March 2015]. （原始内容存档 (PDF)于2019-08-19）.
- Anderson, Thomas; Culler, David; Patterson, David.  (PDF). IEEE Micro. February 1995, 15 (1): 54–64  [3 August 2017]. doi:10.1109/40.342018. （原始内容 (PDF)存档于2017-08-03）.